# Royal Aircraft Factory S.E.4a
O Royal Aircraft Factory S.E.4a (de Scout Experimental 4a) foi um protótipo de avião de reconhecimento monoposto britanico. Quatro aviões do modelo S.E.4a foram construídos, sendo usados para fins de pesquisa e como caças de defesa do território pelo Royal Flying Corps. Apesar do seu número de identificação ele não tinha praticamente nenhuma semelhança com o mais antigo S.E.4.

## Histórico
Em 1915, Henry Folland da Royal Aircraft Factory projetou um novo avião de reconhecimento leve, o S.E.4a, destinado primariamente a pesquisas para investigar a relação entre estabilidade e manobrabilidade, e para um possível uso operacional futuro.
O desenho resultante, foi um biplano monomotor. A fuselagem era de construção mista, com aço na parte dianteira e madeira na traseira. A fuselagem do primeiro protótipo, tinha o formato de seção circular, sendo a parte frontal recoberta de metal e a parte traseira recoberta de tecido. As asas de madeira e tecido, diferentes das do S.E.4, tinham um considerável deslocamento entre a asa superior e a inferior, mas eram equipadas com superfícies de controle semelhantes aquela usadas no S.E.4., em toda a extensão, podendo ser movidas em separado, como ailerons ou juntas com efeito de arqueamento como flaps.
|  |

O motor do primeiro protótipo, um motor giratório Gnome de 80 hp, com uma fina cobertura girando uma hélice de duas lâminas com uma ponta rombuda. Essa configuração gerou super aquecimento no motor, e foi substituída por uma mais convencional.
Os três protótipos seguintes, tinham estruturas mais simples, com fuselagens de laterais planas, e muitas das características de redução de arrasto omitidas. Eles foram equipados com uma gama de motores de potência semelhante ao do primeiro, incluindo giratórios Clerget e Le Rhône.
O primeiro protótipo voou em 25 de Junho de 1915, sendo que os três outros voaram em meados de Agosto. O S.E.4a se mostrou muito fácil de voar, demonstrando excelente capacidade acrobática, mas era muito pesado e pouco potente e não foi desenvolvido.
Dois dos aviões, armados com uma metralhadora Lewis sobre a asa superior foram enviados para os esquadrões de Home Defence do Royal Flying Corps no inverno de 1915-16, baseados nos aeroportos de Hounslow Heath e Joyce Green. Um desses foi perdido numa queda fatal em 24 de Setembro de 1915. O terceiro protótipo permaneceu em uso para experimentos até Setembro de 1917.